# Goldbox
Il Goldbox è una famiglia di set-top box per la ricezione della televisione digitale satellitare.

## Descrizione
La famiglia di ricevitori satellitari era commercializzata da diversi marchi ma tutti in comune aventi la sigla "Goldbox"; il decoder veniva a suo tempo fornito in comodato d'uso in Italia dall'operatore satellitare dell'epoca (TELE+) per la fruizione dell'accesso ai contenuti dell'abbonamento. Successivamente sono stati anche venduti dei Goldbox non legati alla sottoscrizione di un abbonamento. Il prezzo dei Goldbox variava tra le 400 e le 900 000 lire a seconda dei modelli.

## Caratteristiche
Tutti i Goldbox in circolazione sono dotati di 2 porte Scart, una per il collegamento al televisore e l'altra per la connessione ad un videoregistratore, disponevano inoltre di due uscite RCA (Canale stereo destro e canale stereo sinistro) per l'audio stereofonico adatte per il collegamento ad un impianto di amplificazione audio. Disponevano di una classica entrata con connettore a F Maschio e un'uscita loop per il collegamento in cascata di un altro ricevitore satellitare. Alcuni modelli di Goldbox (vedi i Kenwood DTF-103) disponevano sul retro di un'uscita Video Composito oltre alle uscite Scart; tutti i Goldbox avevano un ingresso/uscita per linea telefonica. Sul retro inoltre sono presenti due porte una seriale DB9 e una parallela DB25 originariamente progettate per il caricamento sul decoder di giochi e applicazioni. Sul frontale del Goldbox si possono notare due lettori smart-card: In realtà solo lo slot 1 (quello più a sinistra) permetteva di poter inserire e utilizzare la propria smart-card, lo slot a destra fu in origine progettato per l'inserimento di una Carta di Credito per l'acquisto degli eventi in Pay per View, ma ciò si evolve solo in alcuni paesi (ad esempio Spagna) e non in Italia dove il proprio "credito" per gli eventi a pagamento risiedeva sulla smart-card. Sulla sinistra del frontale possiamo trovare un display a segmenti che visualizza il numero del canale che si sta visionando e un piccolo tastierino che permette, in assenza del telecomando, di scorrere l'elenco dei canali e regolare il volume. Ufficialmente i Goldbox disponevano di una capacità di 999 canali e potevano funzionare solo con una smart-card inserita nel lettore, nei Goldbox non legati ad un abbonamento satellitare veniva fornita una smart-card che permetteva l'utilizzo del decoder per la visione dei canali FTA (Free to Air, ovvero i canali satellitari visibili senza un abbonamento ovvero quelli gratuiti) e la visione di tutto il pacchetto dell'offerta TELE+ via satellite gratis per un mese. La serie di Goldbox Nokia Mediamaster poteva ospitare al suo interno un hard disk Scsi per la registrazione dei programmi, divenendo così un vero e proprio PVR. Nessun Goldbox è stato commercializzato in versione HD (alta definizione).

## Sviluppi attuali
Attualmente i decoder Goldbox non sono più commercializzati in Italia e quelli forniti da TELE+ all'epoca sono stati sostituiti da Sky Italia dai nuovi Sky Box, rimangono comunque gruppi di appassionati che hanno realizzato diverse modifiche sia hardware che software ai decoder Goldbox, ad esempio per permettere il funzionamento senza una scheda inserita, oppure modifiche non legali per permettere la visione illecita di programmi a pagamento senza avere sottoscritto un abbonamento. Le modifiche software effettuate sui Goldbox vengono fatte sfruttando le porte Seriale e Parallela presenti sul retro con appositi Software da utilizzare su un comune Personal Computer. Attualmente i decoder Goldbox sono utilizzati da altri operatori Satellitari (ad esempio Canalsat in Francia) per la visione del proprio abbonamento.

## Curiosità
Il telecomando dei decoder Goldbox è famoso per la facile rottura del coperchio del vano batterie e per la rapida cancellazione delle serigrafie attorno ai tasti.